# Schijnpoort (Tranvía de Amberes)
La estación de Schijnpoort es una estación de la red de Tranvía de Amberes, perteneciente a la sección del premetro, operada por las líneas    y .
Se encuentra en el túnel norte de la red, bajo el Schijnpoortweg.

## Presentación
La estación fue inaugurada el 1 de abril de 1996. Pertenece a la segunda frase del Premetro de Amberes. Se caracteriza por su decoración, compuesta por flechas de colores y ventanas redondas
El primer nivel contiene las máquinas dispensadoras. El segundo contiene el andén hacia Handel. y el tercero el andén hacia Sport.

## Intermodalidad
| Antwerpen Schijnpoort |                          |
| Autobuses de Amberes |                          |
| --- | ------------------------ |
| \| Línea \| Recorrido \| \| ----- \| ------------------------ \| \| 12 \| Centraal ↔ Sportpaleis \| \| 23 \| Noorderplaats ↔ Centraal \| \| 38 \| Zuid ↔ Schijnpoort \| |                          |
| Línea | Recorrido                |
| 12 | Centraal ↔ Sportpaleis   |
| 23 | Noorderplaats ↔ Centraal |
| 38 | Zuid ↔ Schijnpoort       |